# Maurício & Mauri
Maurício & Mauri é uma dupla sertaneja formada por Maurício Lima Sobrinho (Rondon, 30 de janeiro de 1961) e Amauri Prudêncio de Lima (Mauá, 11 de março de 1970). Irmãos de Chitãozinho & Xororó, já atuaram como backing vocal  e na produção dos shows dessa mesma dupla até 1990, quando formaram a própria parceria que dura até os dias de hoje.

## Biografia
Eles ainda eram adolescentes quando os irmãos Chitãozinho e Xororó já eram sucesso nacional. Maurício tocou contrabaixo e fez backing vocal por dez anos (de 1980 até 1990) na banda dos irmãos, e Mauri atuou na produção dos shows.
Tudo começou na casa de shows Olympia, em São Paulo. "Foi em 1989, no show do Chitãozinho & Xororó no Olympia. Eu cantava com meus irmãos a música ‘Majestade, O Sabiá’, de Roberta Miranda. Após o show, o diretor musical da extinta gravadora Continental me chamou e fez o convite para seguir uma carreira. Conversei com os meus irmãos e eles acharam que era a hora certa. Chamei o Mauri e fomos à luta", conta Maurício. Chitãozinho acompanhou os irmãos à gravadora e, por sua experiência, cuidou de todos os assuntos burocráticos.
Em abril de 1991, ainda em vinil, gravaram o primeiro disco, De Ponta a Ponta, que teve como destaque as músicas "Olhos nos Olhos" e "Paixão ou Loucura" (de Paulo Debétio e Paulinho Rezende), sendo essa última a responsável pela guinada na carreira dos irmãos. Em dezembro do mesmo ano, saiu a versão em CD e o lançamento foi em Portugal, onde o disco estava estourado. Em 1992, lançaram Destino e a música de destaque foi "Sempre Seu Homem" (Cecílio Nena), que teve uma excelente repercussão nas rádios.
No terceiro disco, Maurício e Mauri Vol. 3, destacaram-se os hits "Me Ama ou Me Deixa" e o sucesso da banda Roupa Nova, "Whisky a Go Go". Em 1995, gravaram o quarto CD e último na gravadora Continental, Maurício & Mauri Vol. 4, marcando os sucessos "Amor no Carro" e "Rio e Nova York". O quinto CD, Excesso de Amor, levou a dupla para um show no Japão. Com esse trabalho, os meninos conquistaram o primeiro lugar em várias rádios do Brasil, com destaque para a música "Xonado Eu Tô". "O show do Japão foi inesquecível, viajamos com vários artistas, como Elke Maravilha e Jair Rodrigues, com quem, aliás, tivemos a honra de cantar a música que foi o começo de tudo: 'Majestade, o Sabiá'. O teatro estava lotado. Foi emocionante."
Após anos longe dos estúdios, a dupla lançou em 2008 o álbum Bota Pra Quebrar, que contém canções inéditas e regravações de alguns sucessos da dupla. Em 2010, participaram do álbum dos irmãos Chitãozinho & Xororó 40 Anos Nova Geração, cantando a música "Ciumento Demais". Em 2012, gravaram seu primeiro DVD em comemoração aos seus 22 anos de carreira, que contou com a presença de Chitãozinho & Xororó e Tânia Mara.
Possuem dois sobrinhos que também são músicos, a dupla Sandy & Junior.

## Discografia
- De Ponta a Ponta (1991)
- Destino (1992)
- Maurício & Maurí - Vol. 3 (1994)
- Maurício & Maurí - Vol. 4 (1995)
- Excesso de Amor (1999)
- 100% Sertanejo (como Comitiva Brasil) (2003)
- Bota Pra Quebrar (2008)
- 20 anos de Sucesso (2011)
- Ao Vivo (2012)

## Prêmios e reconhecimentos
- Disco de Ouro pela canção "Paixão ou Loucura"[1]
- Prêmio Di Giorgio Sertanejo (1991)[4]
  - Dupla Revelação
  - Melhor Música — "Paixão ou Loucura"
- Indicados ao Grammy Latino (2003)[5][6]
  - Melhor Álbum de Música Sertaneja — álbum 100% Sertanejo (como Comitiva Brasil)